# Gustaf Brun
Gustaf Julius Brun, född den 30 juni 1886 i Hudiksvall, död den 14 december 1958 i Gävle, var en svensk läkare. Han var bror till Sven Brun.
Brun avlade medicine kandidatexamen vid Karolinska institutet i Stockholm 1908 och medicine licentiatexamen 1912. Han var amanuens 1913–1914, underläkare 1914–1919 och poliklinikamanuens 1919–1920 vid Serafimerlasarettets medicinska klinik. Brun promoverades till medicine doktor 1919 och blev docent i invärtes medicin 1920. Han var lasarettsläkare i Sundsvall 1920–1924, i Linköping 1924–1929 och i Gävle 1929–1951. Brun blev riddare av Nordstjärneorden 1933.
Han vilar på Jakobs kyrkogård i Hudiksvall.